# Svedjeholmen, Sibbo
För andra betydelser, se Svedjeholmen (olika betydelser).
Svedjeholmen är en ö i Finland. Den ligger i Finska viken och i kommunen Sibbo i den ekonomiska regionen  Helsingfors i landskapet Nyland, i den södra delen av landet. Ön ligger omkring 25 kilometer öster om Helsingfors.
Öns area är 3,6 hektar och dess största längd är 380 meter i sydöst-nordvästlig riktning. Ön höjer sig omkring 15 meter över havsytan.